# Лине, Велта Мартыновна
Ве́лта Марты́новна Ли́не (латыш. Velta Līne; 1923—2012) — советская, латышская актриса. Народная артистка СССР (1973). Лауреат двух Сталинских премий (1948, 1951).

## Биография
Родилась 28 августа (по другим источникам — 28 марта) 1923 года в Риге.
Отец — рабочий, мать — домохозяйка, в семье было трое детей. Летом подрабатывала подпаском у разных хозяев.
Рано увлеклась театром. В 1946 году окончила драматическую студию Народного театра в Риге.
С 1945 года — актриса Государственного театра драмы Латвийской ССР им. А. Упита (ныне Латвийский Национальный театр). Сыграла почти все лучшие женские роли по пьесам латышских и мировых классиков драматургии.
Член Союза кинематографистов Латвийской ССР
Член КПСС с 1953 года. Депутат Верховного Совета СССР 9—10 созывов (1974—1984), Верховного Совета Латвийской ССР 3—4 созывов.
Умерла 31 декабря 2012 года в Риге. Похоронена на Лесном кладбище.

### Семья
- Муж — Гунар Цилинский (1931—1992), актёр театра и кино, кинорежиссёр, сценарист. Народный артист СССР (1979)
- Сын — Айгарс (1958—2007)

## Роли в театре
- 1945 — «В какую гавань?» А. П. Григулиса — Скайдрите
- 1945 — «Волки и овцы» А. Н. Островского — Глафира Алексеевна
- 1946 — «Купальщица Сусанна» А. М. Упита — Алиса
- 1946 — «Последние» М. Горького — Любовь
- 1946 — «Золушка» В. Е. Ардова — Настя
- 1947 — «Кремлёвские куранты» Н. Ф. Погодина — Мария Антоновна Забелина
- 1947 — «Глина и фарфор» А. П. Григулиса — Кайва
- 1948 — «Таланты и поклонники» А. Н. Островского — Негина
- 1948 — «В огне» Р. М. Блауманиса — Кристина
- 1948 — «Бесприданница» А. Н. Островского — Лариса Дмитриевна Огудалова
- 1948 — «Испанский священник» Дж. Флетчера — Амаранта
- 1949 — «Сын рыбака» В. Т. Лациса — Зента
- 1949 — «Где-то в Европе» Н. Е. Вирты — Кира
- 1949 — «В степях Украины» А. Е. Корнейчука — Катерина
- 1950 — «Кукольный дом» Г. Ибсена — Нора
- 1950 — «Земля зелёная» А. М. Упита — Лиене
- 1950 — «Горе от ума» А. С. Грибоедова — Софья Павловна
- 1951 — «Потерянный дом» С. В. Михалкова — Людмила
- 1951 — «Месяц в деревне» И. С. Тургенева — Наталья Петровна
- 1951 — «Евгения Гранде» по О. Бальзаку — Евгения Гранде
- 1951 — «Укрощение строптивой» У. Шекспира — Катарина
- 1952 — «Отелло» У. Шекспира — Дездемона
- 1952 — «Живой труп» Л. Н. Толстого — Маша
- 1952 — «Золотая арка» Я. А. Галана — Норма
- 1952 — «Дон Хиль Зелёные штаны» Т. де Молины — Донна Инесс
- 1953 — «Таня» А. Н. Арбузова — Таня
- 1953 — «Хозяйка гостиницы» К. Гольдони — Мирандолина
- 1953 — «Вишнёвый сад» А. П. Чехова — Шарлотта Ивановна
- 1954 — «Сон в летнюю ночь» У. Шекспира — Елена
- 1954 — «К новому берегу» В. Т. Лациса — Анна
- 1954 — «Кто смеется последним» К. Крапивы — Зиночка
- 1954 — «Годы странствий» А. Н. Арбузова — Ольга
- 1955 — «Дни портных в Силмачах» Р. М. Блауманиса — Зара
- 1955 — «На дне» М. Горького — Настя
- 1956 — «Иосиф и его братья» Я. Райниса — Дина
- 1956 — «Абелите» В. Саулескалнса — Лина
- 1956 — «Одна» С. И. Алёшина — Варвара Васильевна
- 1956 — «Безымянная звезда» М. Себастьяна — Незнакомка
- 1957 — «Шут» М. Зивертса— Генри Кендел
- 1957 — «Дама с камелиями» А. Дюма-сына — Маргарита Готье
- 1957 — «Балтийское море шумит» А. П. Григулиса — Рахиль Кацина
- 1958 — «Третья патетическая» Н. Ф. Погодина — Настя
- 1959 — «Новогодняя ночь» Э. Ливса — Аннеле
- 1959 — «Гамлет» У. Шекспира — Офелия
- 1960 — «Воскресение» по Л. Н. Толстому — Катюша
- 1960 — «Уриэль Акоста» К. Ф. Гуцкова — Юдите
- 1960 — «Чайка» А. П. Чехова — Нина Заречная
- 1961 — «Морские ворота» Д. Зигмонте — Лида
- 1961 — «Он сказал нет» А. Геллана — Елена Микропола
- 1961 — «Просвет в облаках» А. М. Упита — Лиена Берзиня
- 1962 — «Мне тридцать лет» П. Петерсонса — Роза
- 1962 — «Как поживаешь, парень?» В. Ф. Пановой — женщина без имени
- 1962 — «Жанна д’Арк» А. М. Упита — Жанна д’Арк
- 1962 — «Блудный сын» Р. М. Блауманиса — Матильда
- 1963 — «Маленькие трагедии» («Каменный гость») А. С. Пушкина — Лаура
- 1963 — «Дом Бернарды Альбы» Ф. Г. Лорки — Адела
- 1964 — «Преступление в Гранаде» Ж. Гривы — Маргарита
- 1964 — «Двенадцатая ночь» У. Шекспира — Виола
- 1964 — «Поднятая целина» М. А. Шолохова — Лушка
- 1965 — «Пусть уходит» Г. Кановича — Ивона
- 1965 — «Иду на грозу» Д. А. Гранина — Ада
- 1965 — «Свою пулю не слышишь» А. П. Григулиса — Янина
- 1966 — «Любовь Яровая» К. А. Тренёва — певица в ресторане
- 1966 — «Мариус» М. Паньоля — Онурина
- 1967 — «Анна Каренина» по Л. Н. Толстому — Анна Каренина
- 1968 — «Увидеть море» Л. Пура — Чужая
- 1968 — «Идеальный муж» О. Уайльда — Миссис Чивли
- 1968 — «Электра» Софокла — Хризотемида
- 1969 — «Порядок дня — любовь» В. Токарева — Виктория Федоровна
- 1969 — «Дни портных в Силмачах» Р. М. Блауманиса — Антония
- 1970 — «Однажды в новогоднюю ночь…» Э. А. Рязанова и Э. В. Брагинского— Надежда Шевелева
- 1970 — «Пятиэтажный город» В. Т. Лациса — Цауне
- 1971 — «Бескрылые птицы» В. Т. Лациса — Цауне
- 1971 — «Золушка» Е. Шварца — Мачеха
- 1971 — «Санта Крус» М. Фриша — Элвира
- 1972 — «Дачники» М. Горького — Варвара Михайловна
- 1973 — «Лоренцаччо» А. Мюссе — Мария Содерини
- 1973 — «Кошки-мышки» И. Эркеня — Паула
- 1974 — «Кола Брюньон» Р. Роллана — Ласочка
- 1975 — «Жаворонки» Х. Гулбиса — Зелма
- 1975 — «Осенний сад» Л. Хеллман — Констанс Такерман
- 1975 — «Дни портных в Силмачах» Р. М. Блауманиса — Пиндациша
- 1977 — «Майя и Пайя» А. Бригадере — Лайма
- 1977 — «Часы с кукушкой» Я. Юрканса — Марта Гриезе
- 1977 — «На грани веков» А. М. Упита — Лаутиене
- 1978 — «Аристократы и голодранцы» Э. Скарпетта — Кончита
- 1979 — «Ночной сторож и прачка» П. Путниньша — Мать Мариса
- 1980 — «Времена землемеров» братьев Каудзите — Олиниете
- 1980 — «Колибри» Я. Юрканса — Розалия
- 1981 — «Месье Амилькар» И. Жамиака — Элеонора
- 1984 — «Освобождение» С. Кристова — Амелия
- 1984 — «Картина» Д. А. Гранина — Ольга Остахова
- 1988 — «Индраны» Р. М. Блауманиса — Мать Индранов
- 1995 — «На золотом озере» Э. Томпсона — Этель
- 1995 — «Поющие в терновнике» К. Маккалоу — Мэри Карсон
- 1997 — «Мамуре» Ж. Сармана — Мамуре
- 1997 — «Сенсация» Е. Вульфа — Скайдрите
- 2003 — «Два сердца» А. А. Образцова — Фаина Раневская

## Фильмография
- 1947 — Возвращение с победой — Бирута Аже
- 1955 — К новому берегу — Ильза Лидум
- 1956 — Урок истории — Ильза Ланге
- 1957 — Рита — жена Камерера
- 1961 — Обманутые — Беате
- 1962 — Вступление — эвакуированная латышка
- 1962 — День без вечера — Берта Эгле
- 1966 — «Циклон» начнётся ночью — Крамер
- 1968 — За поворотом — поворот — Анна
- 1969 — Он был не один — вдова капитана
- 1969 — У богатой госпожи — прислуга
- 1970 — Клав — сын Мартина — Илзе
- 1970 — Республика Вороньей улицы — мать Янки
- 1971 — Держись за облака
- 1971 — Танец мотылька — эпизод
- 1973 — Олег и Айна — мать Олега
- 1974 — Совесть — жена Пурвита
- 1975 — Агония — императрица Александра Фёдоровна
- 1975 — Нападение на тайную полицию — мать Карлсонса
- 1980 — Жаворонки — Зелма
- 1980-1981 — Долгая дорога в дюнах — Майга
- 1981 — На грани веков — Лауклене
- 1982 — Блюз под дождём — заведующая магазином
- 1987 — Айя — хозяйка
- 1989 — Жизнь — Дарта
- 1991 — Индраны
- 2001-2007 — Борозды судьбы — бабушка Вилниса

## Награды и звания
- Заслуженная артистка Латвийской ССР (1954)
- Народная артистка Латвийской ССР (1964)
- Народная артистка СССР (1973)
- Сталинская премия второй степени (1948) — за исполнение роли Кайвы в спектакле «Глина и фарфор» А. П. Григулиса
- Сталинская премия третьей степени (1951) — за исполнение роли Лиены в спектакле «Земля зелёная» А. М. Упита
- Диплом жюри IX-го Всесоюзного фестиваля телевизионных фильмов (1981) за исполнение главной роли в телефильме «Жаворонки»
- Орден Трудового Красного Знамени (1983)
- Орден «Знак Почёта» (1956)
- Офицер ордена Трёх звёзд (2008)
- Медаль «За трудовое отличие»
- Театральная награда «Ночь лицедеев» («Spēlmaņu nakts») — за жизненный вклад в театральное искусство (2000)
- Театральная награда «Ночь лицедеев» («Spēlmaņu nakts») — лучшая актриса года за роль в спектакле «Два сердца» А. Образцова (2003)
- Согласно традиции Национального театра как лучшая актриса получила ожерелье, принадлежащее Эльзе Радзине (2003).
- Почётная грамота Кабинета Министров Латвийской Республики (2003)[4]

## Память
- С 2008 года в Национальном театре присуждается специальное кольцо Велты Лине, которое вручается лучшей актрисе любовного плана.